# Castelãos e Vilar do Monte
Castelãos e Vilar do Monte (oficialmente: União das Freguesias de Castelãos e Vilar do Monte) é uma freguesia portuguesa do município de Macedo de Cavaleiros, com 18,84 km² de área e 457 habitantes (censo de 2021). A sua densidade populacional é 24,3 hab./km².

## História
Foi criada aquando da reorganização administrativa de 2012/2013,  resultando da agregação das antigas freguesias de Castelãos e Vilar do Monte.

## Demografia
A população registada nos censos foi:
| Distribuição da População por Grupos Etários | Distribuição da População por Grupos Etários | Distribuição da População por Grupos Etários | Distribuição da População por Grupos Etários | Distribuição da População por Grupos Etários | Distribuição da População por Grupos Etários |
| -------------------------------------------- | -------------------------------------------- | -------------------------------------------- | -------------------------------------------- | -------------------------------------------- | -------------------------------------------- |
| Antes da agregação                           |                                              |                                              |                                              |                                              |                                              |
| Ano                                          | 0-14 anos                                    | 15-24 anos                                   | 25-64 anos                                   | >= 65 anos                                   | Total                                        |
| 2001                                         | 64                                           | 68                                           | 265                                          | 140                                          | 537                                          |
| 2011                                         | 77                                           | 55                                           | 232                                          | 183                                          | 547                                          |
| Após a agregação                             |                                              |                                              |                                              |                                              |                                              |
| Ano                                          | 0-14 anos                                    | 15-24 anos                                   | 25-64 anos                                   | >= 65 anos                                   | Total                                        |
| 2021                                         | 44                                           | 38                                           | 173                                          | 202                                          | 457                                          |